# Messier 67

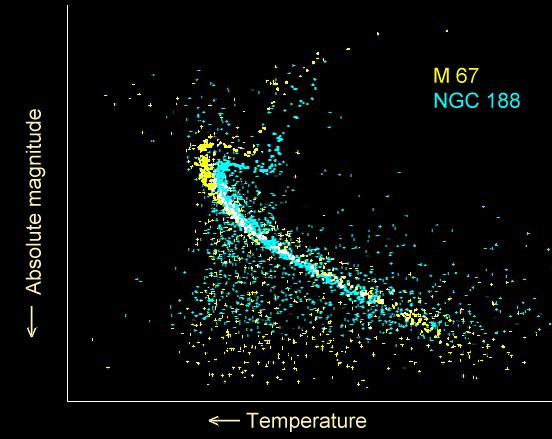
Hertzsprung-Russelldiagram van Messier 67 en NGC 188

Messier 67 (NGC 2682) is een open sterrenhoop in het sterrenbeeld Kreeft (Cancer). Het hemelobject werd rond 1779 door Johann Gottfried Koehler ontdekt en later door Charles Messier opgenomen in diens catalogus van komeetachtige objecten.
Messier 67 is een rijke cluster met zo'n 500 sterren die ervan deel uitmaken. Het is een van de oudst bekende open sterrenhopen in het Melkwegstelsel met een geschatte ouderdom van rond de 4 miljard jaar. Open sterrenhopen vallen in de regel lang voordien uit elkaar als gevolg van getijdewerking. Als gevolg hiervan zijn veel sterren van M67 in een vergevorderd stadium van hun evolutie. Er zijn 200 witte dwergen bekend in de hoop. Het HR-diagram vertoont een gat bij een absolute helderheid van 3,4 mag.
Voor de amateurastronoom is Messier 67 een goed waar te nemen groep sterren die echter overschaduwd wordt door de zich in hetzelfde sterrenbeeld bevindende Praesepe (Messier 44).
Messier 67 bevindt zich 3 graden noordnoordwestwaarts van de planetaire nevel Abell 31.

## Referentie
1. ↑  (en)  J. A. J. Whelan et al., AH CANCRI - A contact binary in M67, Royal Astronomical Society, Monthly Notices, vol. 186, Mar. 1979, p. 730. Gearchiveerd op 28 juli 2024.